# Petra Gabriele Meinel
Petra Gabriele Meinel, auch Meinel-Winkenbach (* 6. März 1951; † 4. Januar 2001 in Köln), war eine deutsche Sprachtherapeutin und als Sachbuch- und Rundfunkautorin engagierte Kritikerin der sogenannten „Psycho-Szene“.

## Leben
Unter dem Pseudonym Vera Becker löste Meinel 1985 durch den in Gemeinschaft mit dem Freiburger Verhaltensforscher und Biologen  Hansjörg Hemminger verfassten provozierenden Bestseller Wenn Therapien schaden eine Psychiatrie-Debatte aus. In dem Interviewband Die Primadonnen der Psychotherapie schilderte sie 1989 ihre Begegnungen mit namhaften zeitgenössischen Psychologen wie u. a. Paul Watzlawick, Maria Hippius, Viktor Frankl. Als Autorin auch der Populärliteratur gab sie 1992 u. a. die Anthologie Klingel Klüngel KVB über die Kölner Straßenbahnen heraus, an der Kölns Volksschauspieler Willy Millowitsch und Sängerin Marie-Luise Nikuta mitwirkten. Für den Westdeutschen Rundfunk und den Deutschlandfunk in Köln war sie als Reporterin für kulturelle Themen tätig. Für Rundfunksprecher gab sie logopädische Kurse. 
Als Vokalistin für elektronisch-akustische Musik arbeitete sie mit dem französischen Komponisten Jean-Claude Eloy und dessen deutschem Freund Karlheinz Stockhausen im Kölner WDR-Studio für elektronische Musik zusammen. Eloy widmete ihr 2009 die Komposition "Requiem zum frühen Tod".

## Werke
- Hansjörg Hemminger, Vera Becker: Wenn Therapien schaden. Rowohlt Verlag, Reinbek 1985, ISBN 3-498-02864-2.
- Vera Becker: Die Primadonnen der Psychotherapie. Junfermann, Paderborn 1989, ISBN 3-87387-001-0.

- Petra Meinel-Winkenbach (Hrsg.): Klingel Klüngel KVB. Klein & Blechinger, Köln 1992, ISBN 978-3-927658-13-4.